# Remotomyia penrithae
Remotomyia penrithae är en tvåvingeart som beskrevs av Jason Gilbert Hayden Londt 1983. Remotomyia penrithae ingår i släktet Remotomyia och familjen rovflugor.
Artens utbredningsområde är Namibia. Inga underarter finns listade i Catalogue of Life.